# 越南史前時期
越南史前時期（羅馬化：Việt Nam thời tiền sử）是指有信史記錄之前，有人類活動痕跡之後的一段越南历史時期。
越南有悠久的歷史，形成了自己獨特的文化，是東南亞最早具備國家雛型的社會之一。越南史学界統一的意見，認爲在公元前1000年左右越南形成文化共同體，即東山文化。相比當時週邊地區，東山文化的文明程度比較高，有自己的独特的文化特徵，但又有東南亞地域共通性。在紅河流域等越南北部地帶，已經形成各聚落、部落之间相互聯絡，这种聯絡網構成東山文化，成爲越南主體民族京族的文化正源。